# Ретинское сельское поселение
Ретинское се́льское поселе́ние — муниципальное образование в Покровском районе Орловской области России.
Создано в 2004 году в границах одноимённого сельсовета.  Административный центр — деревня Хаустово.

## География
Расположено в центральной части Покровского района, к востоку и юго-востоку от райцентра, пгт Покровское.

## Население
| 2010 | 2012 | 2013 | 2014 | 2015 | 2016 | 2017 |
| ---- | ---- | ---- | ---- | ---- | ---- | ---- |
| 839  | ↘819 | ↘803 | ↘766 | ↘747 | ↘739 | ↘729 |
| 2018 | 2019 | 2020 | 2021 | 2023 |      |      |
| ↗758 | ↘750 | ↘743 | ↘686 | ↘685 |      |      |

## Населённые пункты
В состав сельского поселения (сельсовета) входят 10 населённых пунктов:
| №  | Населённый пункт | Тип     | Население (чел.) |
| -- | ---------------- | ------- | ---------------- |
| 1  | Варварино        | деревня | 12               |
| 2  | Васьково         | деревня | 45               |
| 3  | Виноградный      | посёлок | 9                |
| 4  | Зеновьево        | деревня | 27               |
| 5  | Красный          | посёлок | 5                |
| 6  | Липовец          | село    | ↘392             |
| 7  | Пенькозаводской  | посёлок | ↘68              |
| 8  | Петровка         | деревня | 53               |
| 9  | Ретинка          | деревня | 66               |
| 10 | Хаустово         | деревня | ↘162             |